# Чемпионат Аргентины по волейболу среди мужчин
Чемпионат Аргентины по волейболу среди мужчин — ежегодное соревнование мужских волейбольных команд Аргентины. Проводился в 1952—1990 среди сборных команд провинций. С 1969 — проходит среди клубов. 
Чемпионат проходит в двух дивизионах — сериях А1 и А2. С сезона 1996/1997 организатором является Аргентинская волейбольная лига (Liga Argentina de Voleibol), являющаяся структурным подразделением Федерации волейбола Аргентины (Federacion del Voleibol Argentino — FeVA).  

## История
В первой половине 1990-х годов между волейбольными организациями Confederación Argentina и Federación Metropolitana был конфликт по вопросу проведения национального чемпионата. В результате Аргентинской волейбольной федерацией в 1996 году была основана профессиональная лига, включившая 12 клубов.

## Формула соревнований
Чемпионат 2024/25 в серии А1 включал два этапа — предварительный и плей-офф. На предварительной стадии команды играли в два круга. 8 лучших вышли в плей-офф и далее по системе с выбыванием определили финалистов, которые разыграли первенство. Серии матчей плей-офф проводились до двух (в четвертьфинале и полуфинале) и до трёх (в финале) побед одного из соперников.
В чемпионате 2024/25 участвовали 10 команд: «Сьюдад Волей» (Буэнос-Айрес), СЭФ’5 (Ла-Риоха), «Монтерос», «Сан-Лоренсо де Альмагро» (Буэнос-Айрес), «Тукуман де Химнасия» (Сан-Мигель-де-Тукуман), «Ривер Плейт» (Буэнос-Айрес), «Бока Хуниорс» (Буэнос-Айрес), «Вайвен» (Комодоро-Ривадавия), «Дефенсорес де Банфилд» (Банфилд), «Велес Сарсфилд» (Буэнос-Айрес). Чемпионский титул в 3-й раз подряд выиграл «Сьюдад Волей», победивший в финальной серии команду СЭФ’5 3-1 (3:0, 3:0, 2:3, 3:0). 3-е место занял «Сан-Лоренсо де Альмагро». 
За победы со счётом 3:0 и 3:1 команды получают по 3 очка, за победу 3:2 — 2, за поражение 2:3 — 2 очко, за поражения 0:3 и 1:3 очки не начисляются.

## Чемпионы среди провинций
| - 1952 Буэнос-Айрес - 1953 Буэнос-Айрес - 1954 Буэнос-Айрес - 1955 — - 1956 Санта-Фе - 1957 Чако - 1958 Санта-Фе - 1959 — - 1960 Буэнос-Айрес - 1961 — - 1962 — - 1963 — - 1964 — - 1965 Буэнос-Айрес - 1966 — - 1967 — - 1968 Санта-Фе - 1969 Буэнос-Айрес - 1970 Буэнос-Айрес - 1971 Буэнос-Айрес | - 1972 Буэнос-Айрес - 1973 — - 1974 Буэнос-Айрес - 1975 Буэнос-Айрес - 1976 Буэнос-Айрес - 1977 — - 1978 — - 1979 — - 1980 Санта-Фе - 1981 — - 1982 Буэнос-Айрес - 1983 — - 1984 Сан-Хуан - 1985 — - 1986 Санта-Фе - 1987 Санта-Фе - 1988 Сан-Хуан - 1989 — - 1990 Сан-Хуан |

## Чемпионы среди клубов
| - 1969 «Коммуникасьонес» (Санта-Фе) - 1970 КАП (Росарио) - 1971 «Ривер Плейт» (Буэнос-Айрес) - 1972 «Эстудиантес де Ла-Плата» (Ла-Плата) - 1973 - 1974 - 1975 - 1976 - 1977 «Феррокариль Оэсте» (Буэнос-Айрес) - 1978 - 1979 «Эстудиантес де Ла-Плата» (Ла-Плата) - 1980 «Феррокариль Оэсте» (Буэнос-Айрес) - 1981 «Феррокариль Оэсте» (Буэнос-Айрес) - 1982 «Обрас Санитариас» (Сан-Хуан) - 1983 «Феррокариль Оэсте» (Буэнос-Айрес) - 1984 «Феррокариль Оэсте» (Буэнос-Айрес) - 1985 «Феррокариль Оэсте» (Буэнос-Айрес) - 1986 - 1987 - 1988 - 1989 - 1990 - 1991 - 1992 - 1993 - 1994 - 1995 - 1996 | - 1997 «Пеньяроль» (Мар-дель-Плата) - 1998 «Лус и Фуэрса» (Некочеа) - 1999 «Ривер Плейт» (Буэнос-Айрес) - 2000 «Наутико Акоах» (Буэнос-Айрес) - 2001 «Олимпикус» (Асуль) - 2002 «Рохас Шолем» (Кордова) - 2003 «Дрин Боливар» (Сан-Карлос-де-Боливар) - 2004 «Дрин Боливар» (Сан-Карлос-де-Боливар) - 2005 «Суисс Медикал» (Монтерос) - 2006 «Клуб де Амигос» (Буэнос-Айрес) - 2007 «Дрин Боливар» (Сан-Карлос-де-Боливар) - 2008 «Дрин Боливар» (Сан-Карлос-де-Боливар) - 2009 «Дрин Боливар» (Сан-Карлос-де-Боливар) - 2010 «Дрин Боливар» (Сан-Карлос-де-Боливар) - 2011 УПСН (Сан-Хуан) - 2012 УПСН (Сан-Хуан) - 2013 УПСН (Сан-Хуан) - 2014 УПСН (Сан-Хуан) - 2015 УПСН (Сан-Хуан) - 2016 УПСН (Сан-Хуан) - 2017 «Персональ Боливар» (Сан-Карлос-де-Боливар) - 2018 УПСН (Сан-Хуан) - 2019 «Персональ Боливар» (Сан-Карлос-де-Боливар) - 2020 чемпионат не завершён, итоги не подведены - 2021 УПСН (Сан-Хуан) - 2022 УПСН (Сан-Хуан) - 2023 «Сьюдад Волей» (Буэнос-Айрес) - 2024 «Сьюдад Волей» (Буэнос-Айрес) - 2025 «Сьюдад Волей» (Буэнос-Айрес) |